# Lillian Moller Gilbreth
Lillian Moller Gilbreth (Oakland, Califòrnia, 24 de maig de 1878 – Phoenix, Arizona, 2 de gener de 1972) va ser una psicòloga nord-americana, els treballs de la qual es van desenvolupar principalment a l'àrea d'enginyeria industrial. Fou una de les primeres dones enginyeres que realitzà un doctorat, i, possiblement, la primera veritable psicòloga industrial/organitzacional.
Ella i el seu espòs, Frank Búnquer Gilbreth, eren experts d'eficiència que van contribuir a l'estudi d'enginyeria industrial en camps com el de moviment i els factors humans. Els llibres Cheaper by the Dozen i Belles on their toes (escrita pels seus fills Ernestine i Frank Jr.) són la història de la seva vida familiar amb els seus dotze fills i descriuen com apliquen el seu interès en l'estudi de moviment i de temps per a l'organització i les activitats diàries d'una família tan extremadament gran.

## Estudis i carrera
Una de les principals ocupacions que va tenir durant la seva carrera va ser la d'assessora econòmica oficial dels presidents Herbert Hoover, Franklin Delano Roosevelt, Dwight D. Eisenhower, John Fitzgerald Kennedy i Lindon Johnson, amb aquest últim va treballar en defensa civil, en producció de material bèl·lic i en la rehabilitació centres per a discapacitats físics, i a més a més en estudis sobre reahibilitació directa d'aquest tipus de malalts.

## Homenatges
Existe una exposició permanent dedicada al matrimonio Gilbreth en una sala, dedicada exclusivament a ells, en el Museu Smithsonian (part de l'Institut Smithsonian, a Washington D.C) en la secció d'Història Americana (nord-americana, específicament) i el seu retrat penja en el National Portrait Gallery.